# 史堤夫·美爾
史堤芬·"史提夫"·美爾（英語：Steven "Stevie" May，1992年11月3日— ）是一名蘇格蘭足球員，場上司職前鋒，出身聖莊士東青訓系統，現時效力英冠球會普雷斯頓。他於效力母會期間曾獲外借到阿洛厄和咸美頓，其後南下加盟錫周三。美爾曾代表蘇格蘭上陣1場。

## 榮譽

### 球會
聖莊士東
- 蘇格蘭足總盃冠軍：2013/14年；

阿洛厄
- 蘇格蘭足球丙級聯賽冠軍：2011/12年；

### 個人
聖莊士東
- 蘇格蘭FWA年度最佳青年球員：2013-14[2]

## 外部連結
- 足球数据库：史堤夫·美爾的球员统计数据